# 油引き
油引き（あぶらひき）とは、フライパンなどの鍋、鉄板焼きに用いられる鉄板、ホットプレートなどを用いて調理する場合に、調理面に油を塗るための刷毛状の道具である。

## 名称
一般的には、油引きと呼ばれる。
夢路いとし・喜味こいしの漫才ネタ『ジンギスカン』には、こいしがジンギスカンの調理手順を説明する中で「ぼんぼらさんに油を付けて」という一節がある。それに対し、いとしが「なんやその『ぼんぼらさん』て」と一旦聞き返すも「お好み焼きの油引くやつやろ」と応じており、「ぼんぼらさん」が油引きの別称として用いられている。

## 形状
油引きはプラスチック製あるいはステンレス製の筒に多数の糸をまとめて詰めて固定したもので、糸の先端が房状になっており、この部分で油を塗る。先端の部分が房状の糸ではなく、巻いた布になっているものもある。また、柄の部分を木製にしているものもある。
油引きの種類によっては油入れや油注ぎが一体となったものもある。これらではプラスチック製あるいはステンレス製の油入れが一体になっており、油引きの先端部分が常に油に浸っているようになっている。